# Porto di Tel Aviv
Il Porto di Tel Aviv era un vecchio porto di Tel Aviv in Israele. 

## Descrizione
È stato utilizzato tra gli anni 1938 e 1965. È stato ubicato vicino alla foce del fiume Yarkon. Dopo la sua chiusura avvenuta nel 1965, è stato spostato al porto di Ashdod e divenne una zona magazzino. Nel 2000, è stato ristrutturato ed è diventato una zona commerciale e ricreativa. Programmi di ricostruzione e di riabilitazione sono in corso o in via di sviluppo. Il porto di Tel Aviv era parte di una grande area di sviluppo denominata: "la Penisola Yarkon River" perché è stato costruito accanto alla Fiera Oriente che sembra una penisola dall'alto. La zona intorno al porto è stata costruita nel 1930.

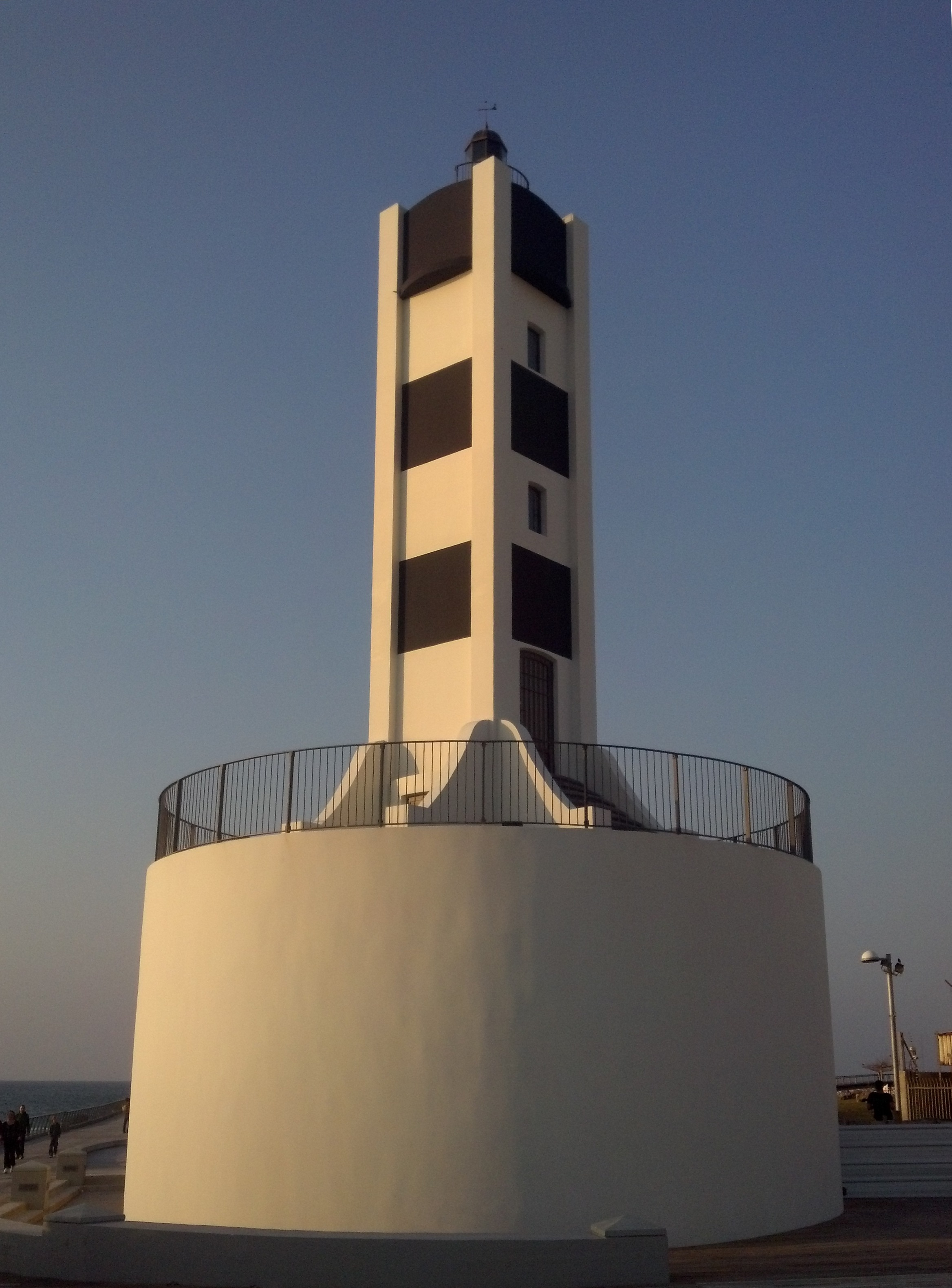
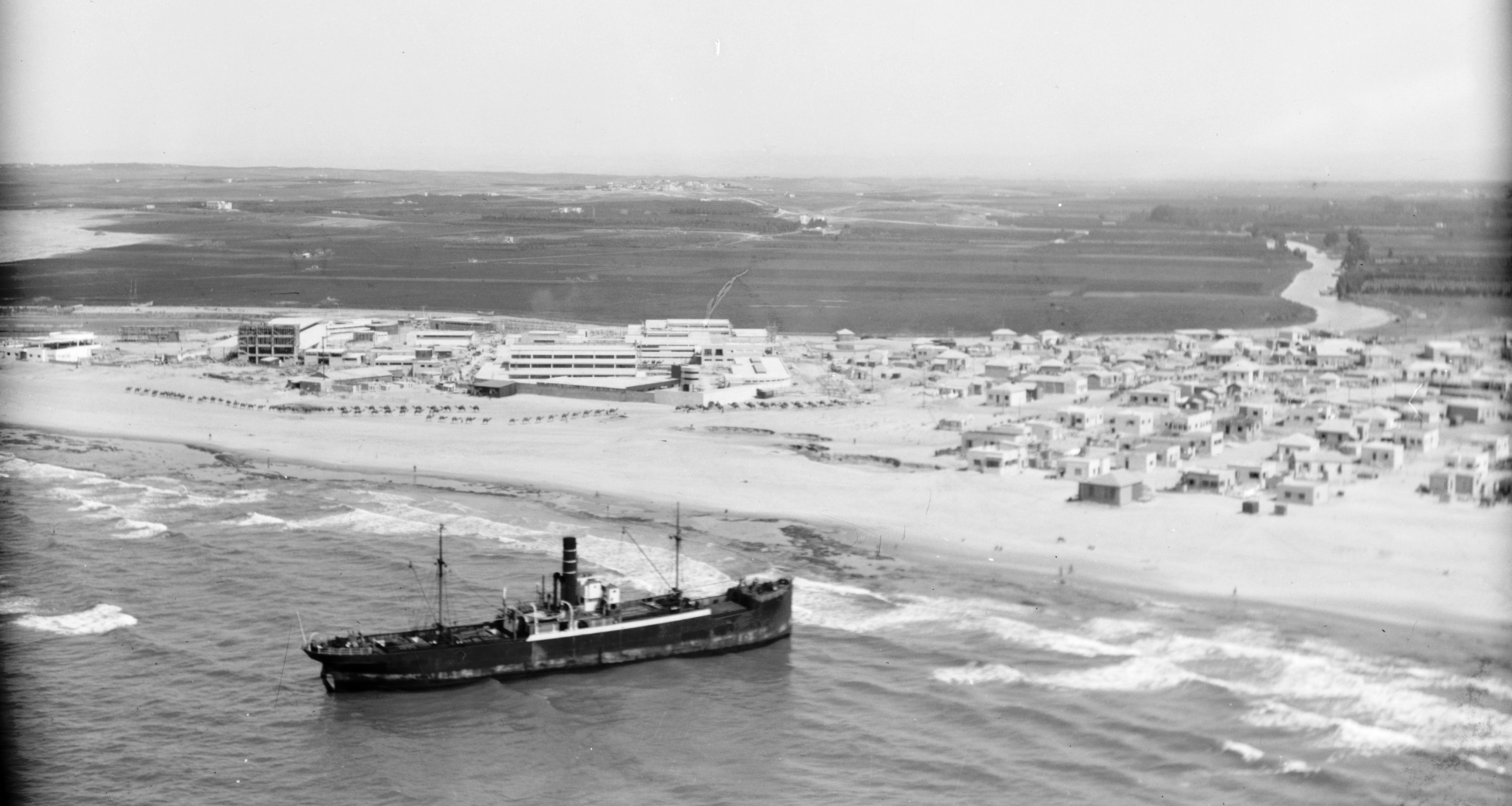
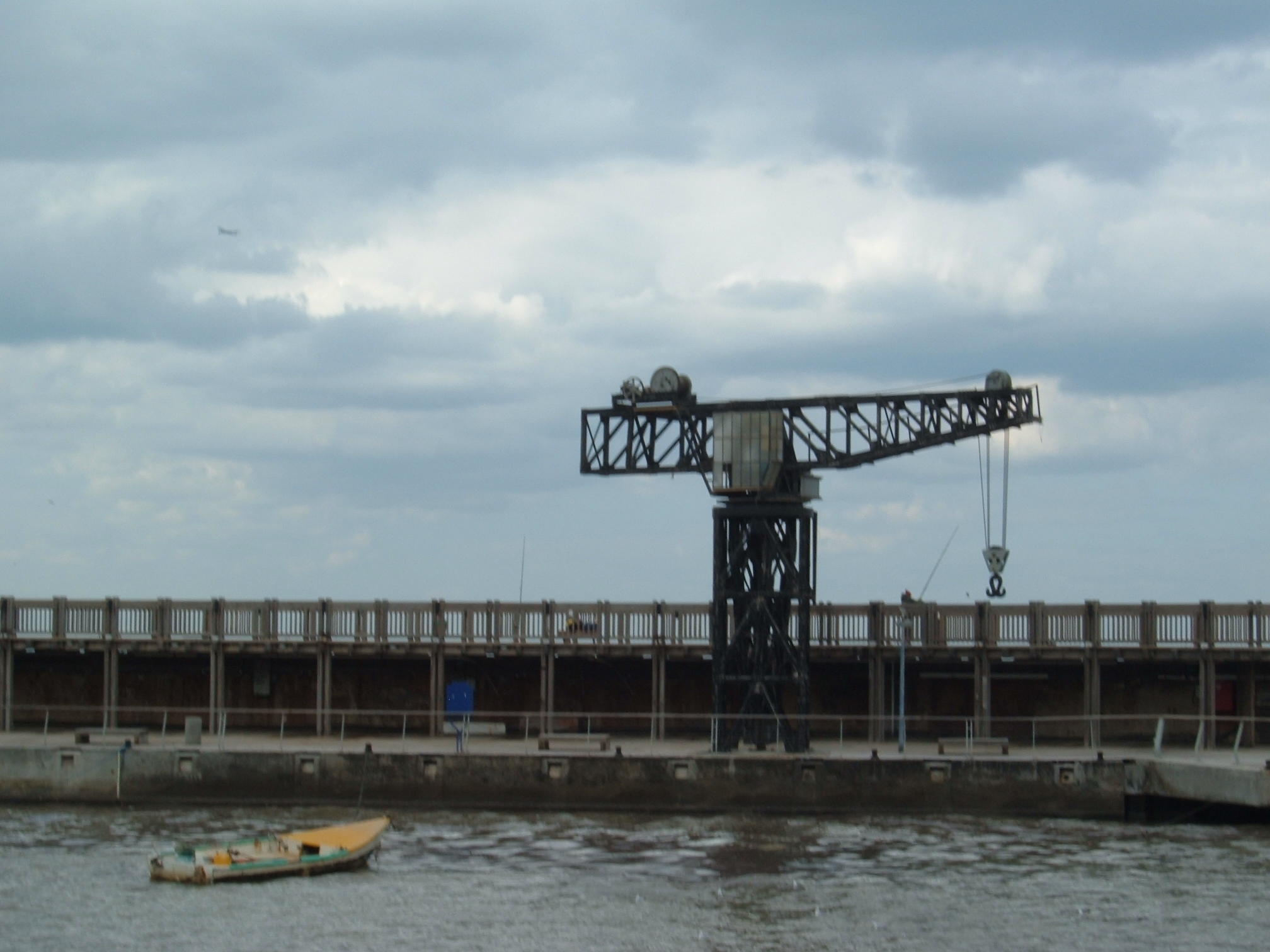
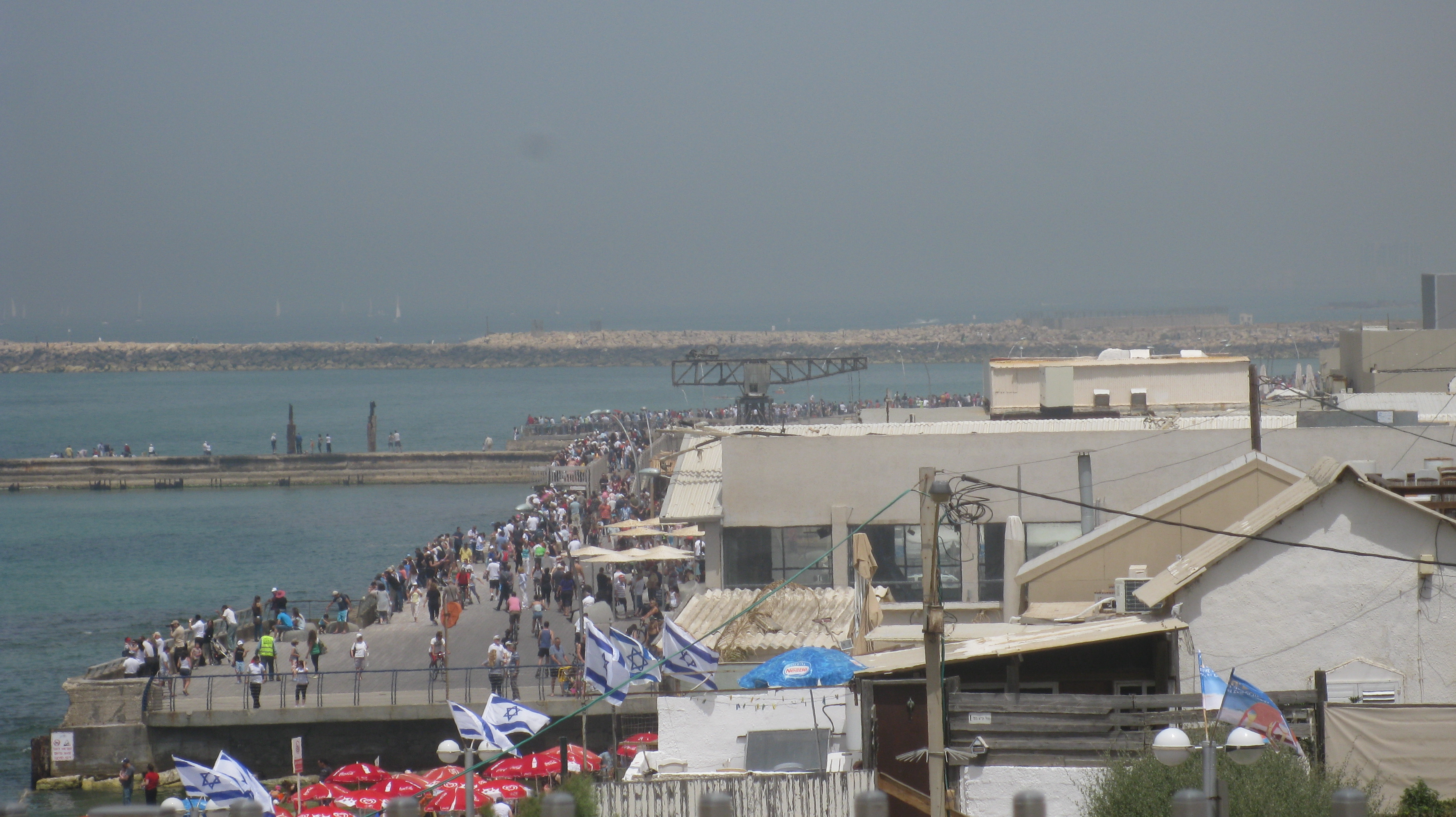
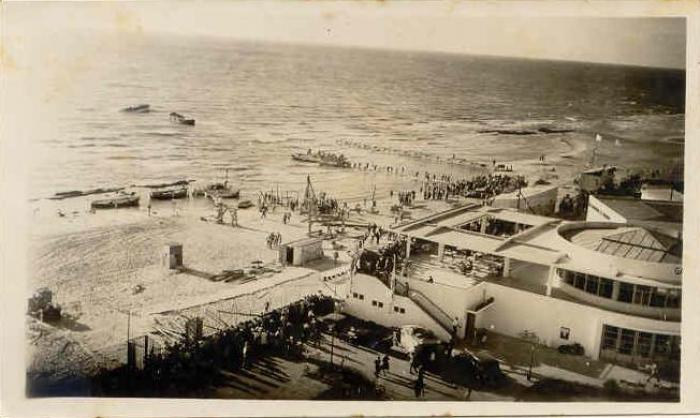
The site of the future port with the Levant Fair and Cafe Galina (1933 or 34)